# Häftklammer

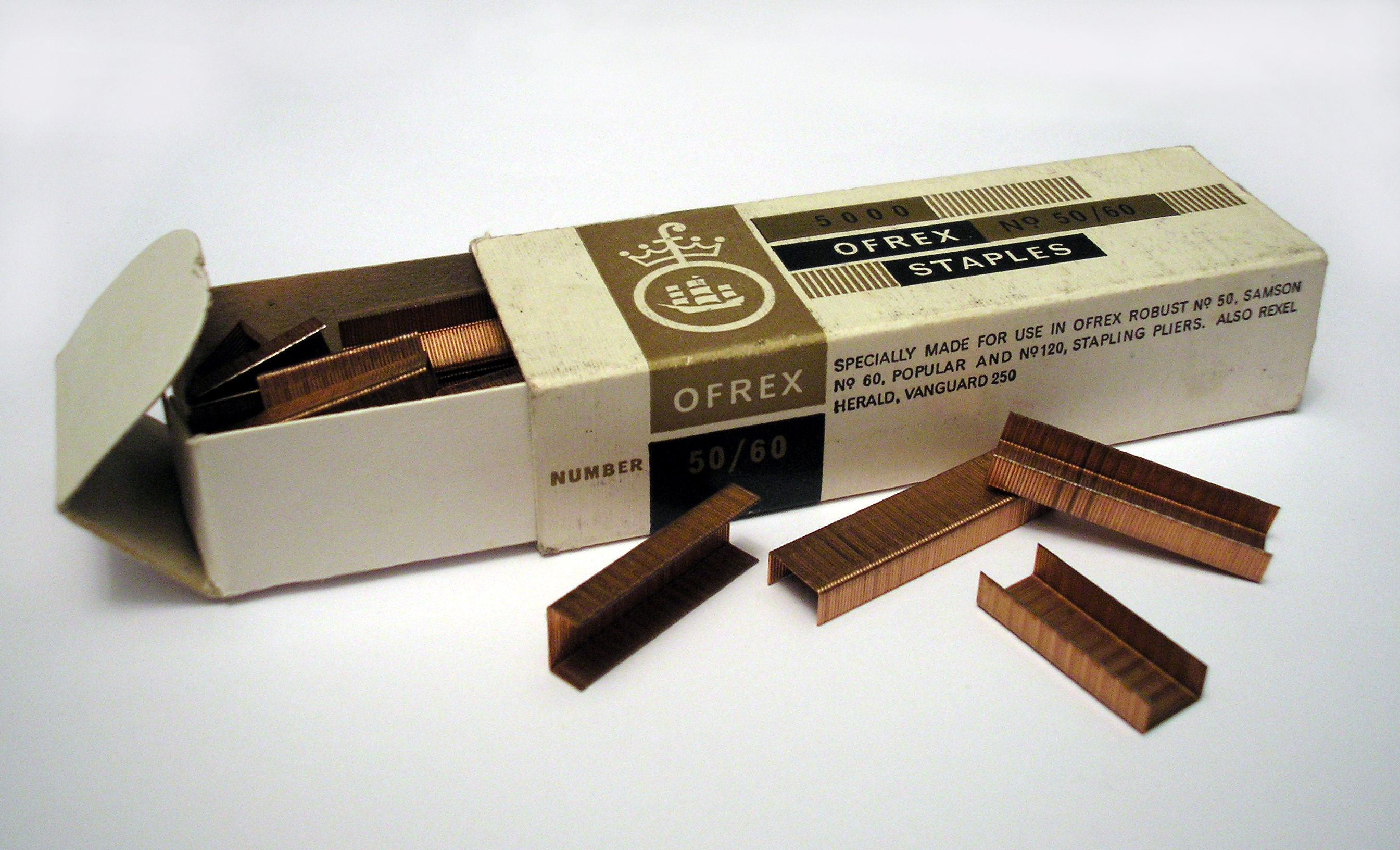
Häftklammer av koppar.

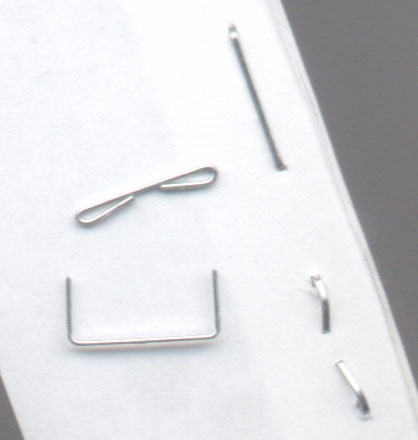
Använd och oanvänd häftklammer. Till höger häftklammer under användning från ovansida samt undersida.

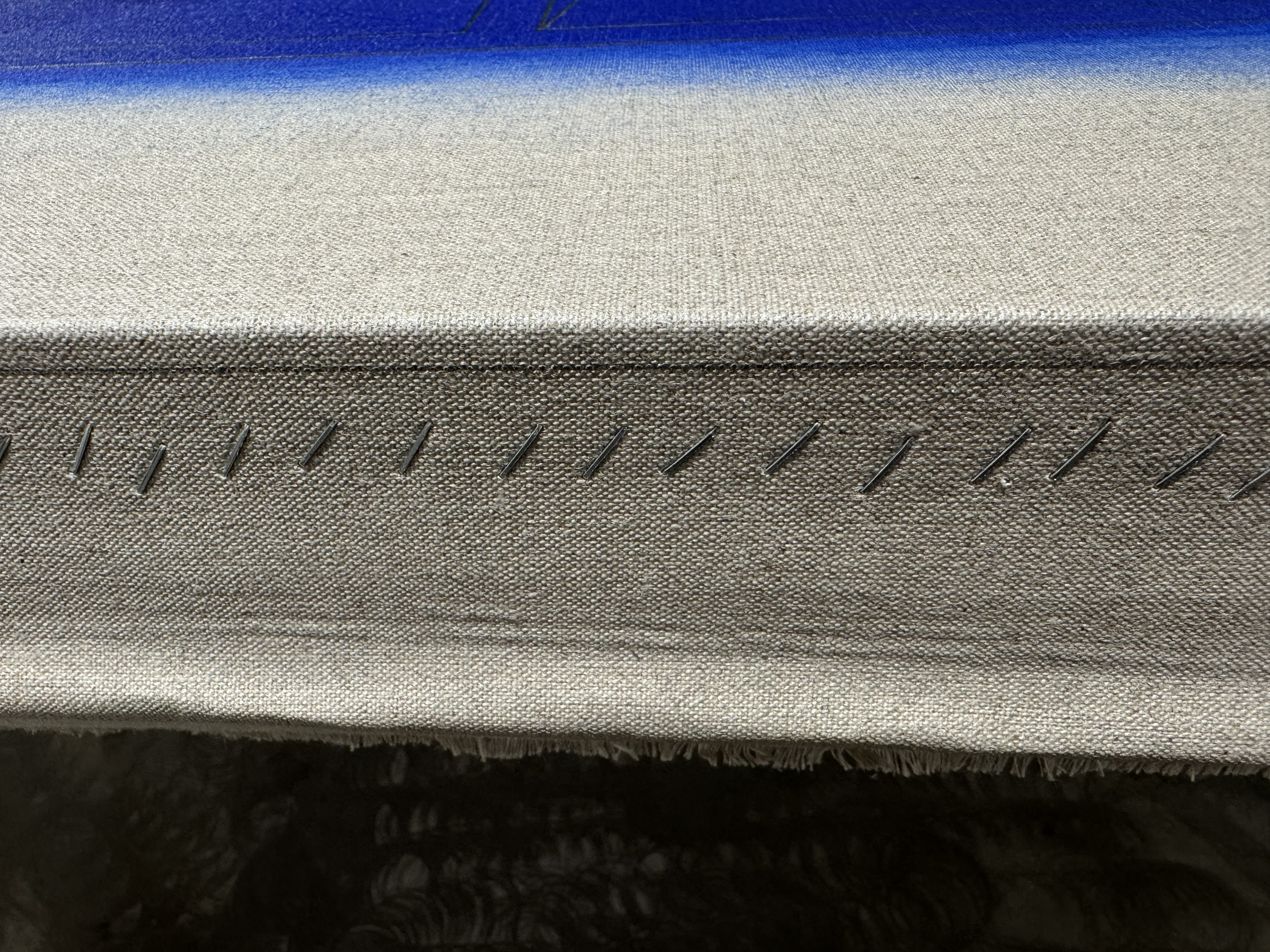
Häftklammer används ofta för att spänna duk för konst.

En häftklammer är en liten u-formad tråd av stål, koppar, aluminium eller rostfritt stål som används i en häftapparat eller häftpistol för att fästa ihop olika material. Häftklammerns ändar trycks genom de materialskikt som skall häftas och sedan böjs ändarna mot eller från varandra för att låsa fast häftklammern.
Vid tillverkningen kommer varje tråd från trådspolar, bobiner eller knektar. Alla dessa trådar, till exempel 50 stycken, valsas sedan samtidigt till önskad bredd och tjocklek. Därefter hettas den valsade tråden upp till en arbetstemperatur så att alla trådar sedan skall kunna limmas ihop till ett så kallat band. Bandet går sedan in i en värmetork för att få limmet att stelna. När bandet har stelnat är det dags för bandet att spetsas, klippas och bockas i en press, till den önskade häftklammertypen eller -sorten.
Häftklamrar stoppas in i en häftapparat eller häftpistol, som frigör dem, en efter en, med en drivare, som "slår" av varje tråd.
Häftklamrar tillverkas i många olika storlekar och för många olika ändamål. Material som kan häftas är till exempel: papper, papp, kartong, trä, läder och gummi. Häftklamrar kan tas ut igen med en klammerurtagare.
Häftklamrar betecknas enligt åtminstone två olika system. Ett amerikanskt (se "staple (fastener)" i engelska Wikipedia) och ett tyskt (se Heftklammer i tyska Wikipedia). I det senare innebär t.ex. 26/6 att benen är 6 mm långa medan 26 är tråddimensionen enligt en tysk trådklinka ("gauge") för häftklammertråd. Ju lägre detta första nummer är desto kraftigare är tråden. En vanlig bredd på kontorshäftor är omkring 12 mm (eller 1/2").